# Lampranthus mutatus
Lampranthus mutatus är en isörtsväxtart som först beskrevs av Gordon Douglas Rowley, och fick sitt nu gällande namn av H.E.K. Hartmann. Lampranthus mutatus ingår i släktet Lampranthus och familjen isörtsväxter. Inga underarter finns listade i Catalogue of Life.